# Premios Elkarlan
Los Premios Elkarlan premian proyectos de cogeneración de valor público y son otorgados por el Gobierno Vasco.

## Historia
Los Premios Elkarlan tienen por objeto premiar a los proyectos que, incidiendo en los ámbitos de actuación de la salud, el medio ambiente, el desarrollo económico, el aprendizaje y la cohesión social, promuevan la generación de valor público compartido para la satisfacción de necesidades y retos sociales, y que sean capaces de activar procesos de empoderamiento de personas y colectivos en sus fases de diseño e implementación de los mismos.
Innobasque ha acompañado al Gobierno Vasco en el diseño y puesta en marcha de estos galardones que surgen en respuesta a uno de los compromisos adquiridos tras la presentación del Libro Blanco de Democracia y Participación Ciudadana de Euskadi. Con ellos el Gobierno Vasco avanza en su compromiso por fomentar la participación de los agentes sociales, así como impulsar la transparencia, la escucha  y la consulta a la ciudadanía.
Estos galardones están dirigidos a las personas jurídicas sin ánimo de lucro que tengan su domicilio social y desarrollen su actividad principal en la Comunidad Autónoma de Euskadi, cuyo proyecto esté en fase de implantación o en fase de piloto avanzada (no se admiten proyectos aún no iniciados o en fase de idea).
Ha de tratarse de un proyecto de participación colaborativa, entendiéndose por tal aquellas iniciativas que hayan requerido de la activación de procesos de empoderamiento que demuestren la capacidad de la sociedad para actuar, además de generar valor o impacto público y social a través de la innovación.

## Otros datos del premio
Estos son los valores del premio:
1. Mostrar un problema infrarrepresentado
2. Activar capacidades en torno a una solución
3. Identificar buenas prácticas
4. Promover nuevas colaboraciones

## Iniciativas premiadas
Las iniciativas premiadas en 2015 son:
- Wiki Toki Elkartea. Es un laboratorio de prácticas colaborativas que experimentan con nuevas formas de relación, hibridación y/o cocreación (entre distintas disciplinas y ámbitos) entre profesionales y amateurs, entre la sociedad civil y agentes públicos y privados.
- Asociación de apoyo al proyecto Fiare en Euskadi. Es un proyecto de banca ética que nació para construir un modelo financiero diferente. Destaca su labor de impulso a las finanzas éticas y la economía social solidaria.[7]
- Asociación de vecinos de Ulia. Es un proyecto que nació de la idea de reutilizar los antiguos viveros municipales de Ulia (Donostia) para convertirlos en un gran parque público para el uso y disfrute de las y los ciudadanos.[8]

La iniciativas premiadas en 2016 son:
- Goiener. Proyecto cooperativo para la recuperación de la soberanía energética de Goiener Elkartea.
- Mercado social. Otra economía para una vida mejor de REAS Euskadi.[10]
- Merkatua. De la Asociación de Vecinos Larrantxe del casco viejo de Portugalete (Bizkaia).
- Mención especial a Censión de voto de CEAR (Comisión de Ayuda al Refugiado en Euskadi) por contribuir a la visibilización de las restricciones que tiene la población inmigrante y refugiada a la hora de acceder a sus derechos políticos.[11]

Las iniciativas premiadas en 2017 son:
- La casa de las mujeres de Donostia. Cogestión y empoderamiento de Emakumeen Jabekuntzarako Donostiako Emakumeen Etxea Elkartea.[13]
- Hiru lagunkoiak pertsona guztientzat. Aps ciudadano en accesibilidad urbana con OpenStreetMap, de Zerbikas Fundazioa.[14]
- Bilbao Data Lab. Comunidad abierta sobre el mundo de los datos.
- Saregune. Uso social y comunitario de la tecnología, de la Asociación Sartu Álava.[15]

Las iniciativas premiadas en 2018 son:
- Asociación de consumo ecológico. Cogestión y agroecología, con objeto de fomentar el consumo de productos ecológicos de Bioalai.
- Wikiemakumeok. Colaboración y empoderamiento, a través de la visibilización de mujeres referentes en la enciclopedia colaborativa Wikipedia de la Asociación de mujeres Inurtxi de Etxebarri.[17]
- Impac Hub Donostia. Emprendimiento y cocreación, a fin de desarrollar proyectos de transformación social de la Cooperativa Impac Hub Donostia S. Coop.